# Lav Diaz
Lavrento Indico Diaz (Datu Paglas, 30 december 1958) is een Filipijns filmregisseur, scenarioschrijver, filmproducent, acteur , dichter en muzikant.

## Biografie
Lavrento Indico Diaz werd geboren in 1958 in Datu Paglas op het eiland Mindanao, groeide op in Cotabato City en studeerde aan het Movelfund Film Institute. Diaz startte zijn carrière als gitarist, werkte voor een muziekmagazine, probeerde het als fotograaf, schreef (korte) verhalen voor televisie en gedichten vooraleer hij begin jaren 1990 besloot om professioneel filmmaker te worden. Diaz woonde in de jaren 1990 deeltijds in Amerika, in New Jersey en New York. Hij debuteerde als regisseur in 1998 met Serafin Geronimo: Kriminal ng Barrio Concepcion. Diaz staat vooral bekend om het maken van lange films. Zijn film Ebolusyon ng Isang Pamilyang Pilipino uit 2004 werd gefilmd over een periode van tien jaar tussen 1994 en 2004 en duurt 660 minuten (11 uur). Zijn film Mula sa kung ano ang noon behaalde in 2014 de Gouden Luipaard op het internationaal filmfestival van Locarno.

## Filmografie (regisseur)
- Serafin Geronimo: Kriminal ng Barrio Concepcion (Criminal of Barrio Concepcion) (1998)
- Burger Boys (1999)
- Hubad sa Ilalim ng Buwan (Naked Under the Moon) (1999)
- Batang West Side (West Side Kid) (2001)
- Hesus Rebolusyunaryo (Jesus, Revolutionary) (2002)
- Ebolusyon ng Isang Pamilyang Pilipino (Evolution of a Filipino Family) (2004)
- Heremias (Unang Aklat: Ang Alamat ng Prinsesang Bayawak) (Heremias (Book One: The Legend of the Lizard Princess)) (2006)
- Kagadanan Sa Banwaan Ning Mga Engkanto (Death in the Land of Encantos) (2007)
- Melancholia (2008)
- Purgatorio (kortfilm, 2009)
- Walang alaala ang mga paru-paro (Butterflies Have No Memory) (kortfilm, 2009)
- Elehiya sa dumalaw mula sa himagsikan (Elegy to the Visitor from the Revolution) (2011)
- Siglo ng pagluluwal (Century of Birthing) (2011)
- Florentina Hubaldo, CTE (2012)
- Pagsisiyasat sa gabing ayaw lumimot (documentaire, 2012)
- Norte, hangganan ng kasaysayan (Norte, the End of History) (2013)
- Prologo sa ang dakilang desaparacido (kortfilm, 2013)
- Ang alitaptap (kortfilm, 2013)
- Mula sa kung ano ang noon (From What Is Before) (2014)
- Mga anak ng unos (documentaire, 2014)
- Hele Sa Hiwagang Hapis (A Lullaby to the Sorrowful Mystery) (2016)

## Prijzen en nominaties
Diaz behaalde meer dan dertig filmprijzen, de belangrijkste:
| Jaar | Prijs                                   | Categorie                                                  | Genomineerde(n)                                      | Uitslag     |
| ---- | --------------------------------------- | ---------------------------------------------------------- | ---------------------------------------------------- | ----------- |
| 2015 | Gawad Urian Award                       | Beste regisseur                                            | Mula sa kung ano ang noon                            | Gewonnen    |
| 2015 | Gawad Urian Award                       | Beste scenario                                             | Mula sa kung ano ang noon                            | Gewonnen    |
| 2015 | Gawad Urian Award                       | Beste montage                                              | Mula sa kung ano ang noon                            | Gewonnen    |
| 2015 | Gawad Urian Award                       | Beste documentaire                                         | Mga anak ng unos                                     | Genomineerd |
| 2014 | Internationaal filmfestival van Locarno | Gouden Luipaard                                            | Mula sa kung ano ang noon                            | Gewonnen    |
| 2014 | Internationaal filmfestival van Locarno | FIPRESCI prijs                                             | Mula sa kung ano ang noon                            | Gewonnen    |
| 2014 | Internationaal filmfestival van Locarno | Junior Jury Award - "Environment Is Quality of Life" Prize | Mula sa kung ano ang noon                            | Gewonnen    |
| 2014 | Internationaal filmfestival van Locarno | Don Quixote Award                                          | Mula sa kung ano ang noon                            | Gewonnen    |
| 2014 | Gawad Urian Award                       | Beste scenario                                             | Norte, hangganan ng kasaysayan (samen met Rody Vera) | Gewonnen    |
| 2014 | Gawad Urian Award                       | Beste regisseur                                            | Norte, hangganan ng kasaysayan                       | Genomineerd |
| 2014 | Gawad Urian Award                       | Beste montage                                              | Norte, hangganan ng kasaysayan                       | Genomineerd |
| 2011 | Decade Award                            | Beste film van het decade 2000-2009                        | Batang West Side                                     | Gewonnen    |
| 2011 | Decade Award                            | Beste film van het decade 2000-2009                        | Ebolusyon ng Isang Pamilyang Pilipino                | Gewonnen    |